# Café Schwarzenberg
Café Schwarzenberg je tradiční kavárna ve Vídni. Nachází se na Ringstraße (Kärntner Ring 17), nedaleko náměstí Schwarzenbergplatz, podle nějž je kavárna pojmenována (a náměstí zase po Karlu Filipovi ze Schwarzenbergu, hrdinovi napoleonských válek). Svůj název však nese teprve od roku 1902 (s přestávkou let 1939–1945, kdy se jmenovala Café Deutschland). Šlo o první kavárnu otevřenou na třídě Ringstraße, ihned v roce jejího postavení, tedy v roce 1861. Založili ji manželé Hochleitnerovi, pod názvem Café Hochleitner. Interiér, inspirovaný stylem Adolfa Loose (a jeho Café Capua), zůstal od otevření prakticky nezměněn, pomineme-li škody způsobené důstojníky Rudé armády, která Vídeň okupovala v letech 1945–1955. Důstojníci kavárnu tehdy rádi využívali pro své večírky, při nichž se nezřídka i střílelo. V roce 1978 se tehdejší majitel rozhodl kavárnu zavřít a místo uvolnit prodejci automobilů. Tehdejší vídeňský starosta Helmut Zilk se však proti tomuto plánu vzepřel, s tím, že kavárna patří k identitě Vídně. Byla renovována a v roce 1980 znovu otevřena, pod správou tehdy ještě státní cestovní agentury Österreichisches Verkehrsbüro. Od té doby má kavárna hlavně turistický charakter. Roku 2008 ji zakoupila rakouská potravinářská společnost Vivatis.
Kavárna byla před druhou světovou válkou specifická tím, že do ní nechodívali spisovatelé a umělci, jak bylo typické u tolika jiných vídeňských kaváren, ale zejména finančníci a bohatší lidé. Z uměleckých kruhů nicméně patřil k návštěvníkům architekt českého původu Josef Hoffmann. Traduje se, že mnoho z Hoffmannových architektonických návrhů bylo vypracováno právě v Café Schwarzenberg. Kavárna je proslulá svou časnou otvírací hodinou a tím, že v plesové sezóně je jednou z mála kaváren, kde návštěvníkům vracejícím se z plesu nabízejí v ranních hodinách guláš a snídani.

## Galerie

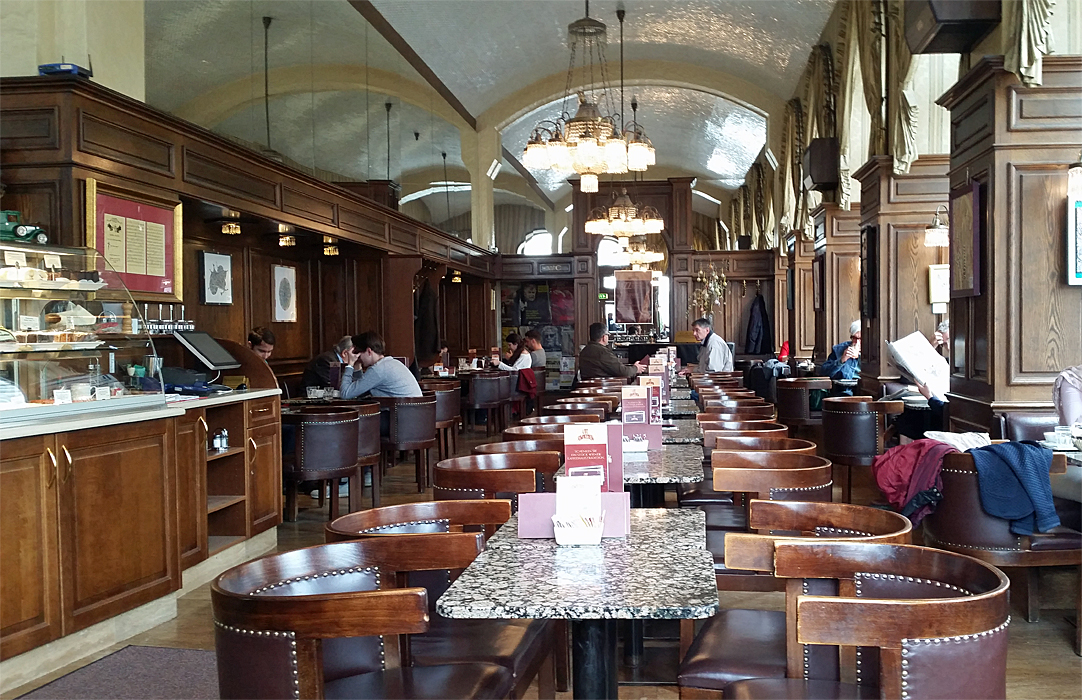
Interiér
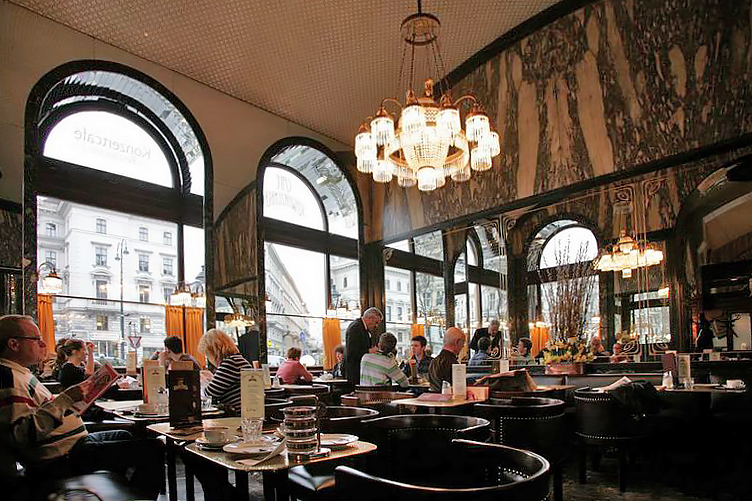
Kavárna je proslulá mramorovým obložením
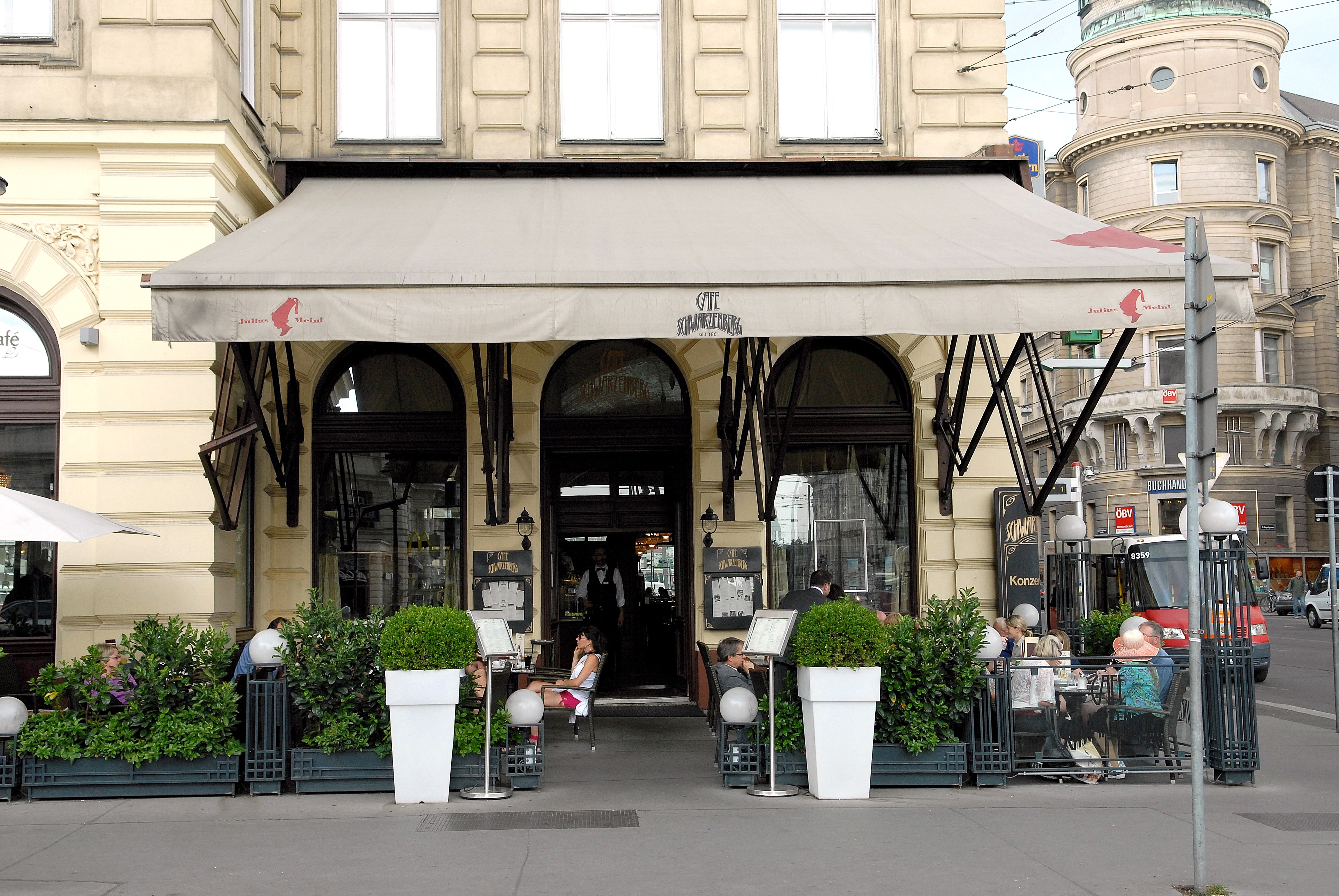
Vstup
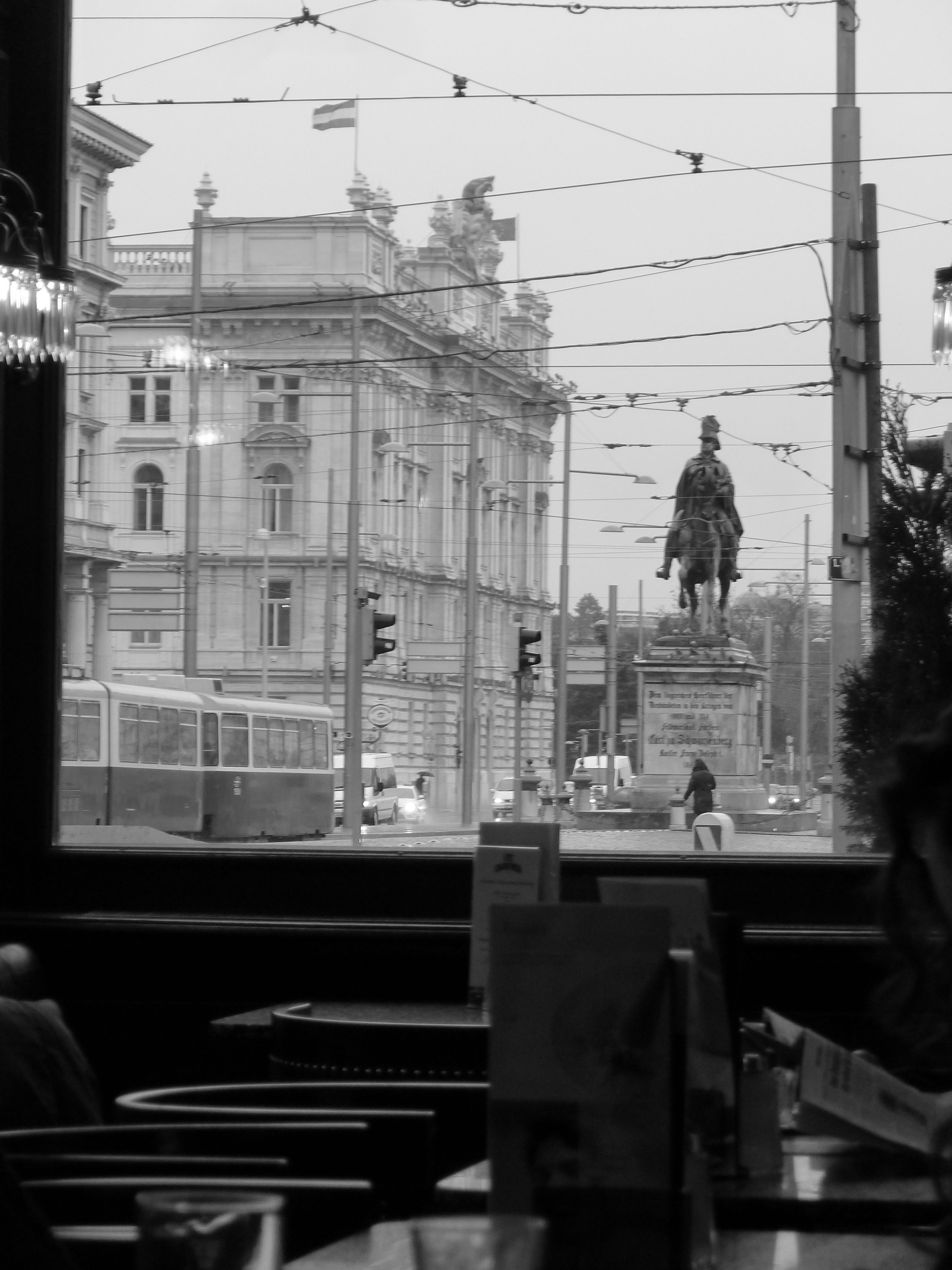
Výhled na Schwarzenbergovu sochu